# Britannic (1929)
MV Britannic byla třetí loď společnosti White Star Line stejného jména, postavená v loděnicích Harland & Wolff v Belfastu.
Na vodu byl spuštěn v roce 1929. Jako jeho téměř identické dvojče Georgic, Britannic byl poháněn vznětovým motorem, na rozdíl od předchozích dvou lodí jménem Britannic poháněných parním strojem. Britannic i Georgic byly jediné dvě motorové lodě společnosti White Star Line. Do roku 1932 byl největší motorovou lodí světa (titul převzala sesterská loď MV Georgic)

## První plavba
Britannic vyjel na svou první plavbu na pravidelné lince Liverpool–Belfast–Glasgow–New York 28. června 1930. Během své služby trávil letní část plavbami v Severním Atlantiku a v zimě se plavil v Karibiku. V této službě zůstal až do roku 1934, kdy jej převzala Cunard White Star. V roce 1935 se přesunul na trasu Londýn–New York a zde působil až do začátku druhé světové války.

## Druhá světová válka
Třetí Britannic během války fungoval jako loď pro přepravu spojeneckých jednotek. V tomto období převezl celkem 180 000 vojáků a najel asi 376 000 námořních mil. Po skončení války se v roce 1948 vrátil na trasu Liverpool–New York.

## Cunard
V roce 1950 pohltila společnost Cunard Line firmu Cunard White Star. (což také znamenalo, že byl jedinou lodí, patřící všem třem společnostem: White Star Line, Cunard White Star i Cunard Line).

## Poslední cesta
Svou poslední transatlantickou plavbu Britannic vykonal 25. listopadu 1960 cestou z New Yorku do Liverpoolu. Při vyplutí z New Yorku byl doprovázen požárními čluny, které obvykle doprovázejí lodi na jejich první plavbě. Po příjezdu do Liverpoolu vyplul jako poslední loď White Star Line 16. prosince 1960. K dopravě na sešrotování použil naposledy své motory.